# 1987 TA
1987 TA är en asteroid i huvudbältet som upptäcktes den 12 oktober 1987 av de båda japanska astronomerna Takeshi Urata och Tsuneo Niijima i Ojima.
Asteroiden har en diameter på ungefär 4 kilometer.